# Guillaume Ier de Narbonne
Pour les articles homonymes, voir Guillaume de Narbonne et Guillaume Ier.
Guillaume Ier de Narbonne, mort en 1397, a été vicomte de Narbonne de 1388 à 1397.
Fils aîné du vicomte Aymeri VI et de sa troisième épouse, Béatrice d'Arborée, Guillaume était destiné à succéder à son père à la tête de la vicomté. Père et fils s'allièrent le 30 avril 1388 avec Jean III, comte d'Armagnac, envers tous et contre tous, à l'exception du roi et des princes de France. L'alliance, ratifiée par Aymeri et son fils au château de Fabrezan, le 8 mai suivant, prévoyait que le vicomte devenait vassal du comte d'Armagnac, moyennant 400 livres de rente à assigner en Rouergue. Guillaume succède à son père peu de temps après.
Il épouse Guérine, fille de Marquis de Beaufort, seigneur de Canillac et de Catherine d'Auvergne, de qui il a deux fils :
- Guillaume II (mort en 1424), l'aîné, qui lui succède comme vicomte de Narbonne
- Aymeri (1397/8 - 1414/5), sans doute né posthume[2]. En 1414, en apprenant l'accord conclu entre son frère Guillaume II et le roi Ferdinand Ier d'Aragon à propos de la cession du judiciat, les habitants de Sassari le reconnaissent comme nouveau juge d'Arborée et lui prêtent serment[3]. Il serait mort en Sardaigne à l'âge de 16 ou 17 ans[4].

Par son testament rédigé en août 1397 à Fontfroide, le vicomte Guillaume demande à être inhumé à l'abbaye de Lagrasse et désigne comme tuteurs de son fils Pierre de Fenouillet, vicomte d'Ille et de Canet, son cousin germain, Jean de Son, seigneur de Fitou, son oncle et Raymond de Cascastel, son écuyer. Il meurt peu après et est inhumé à Lagrasse.
Sa veuve se remarie rapidement avec Guillaume de Tinières, seigneur de Mardogne.